# ラウル・ガルシア (ボクサー)
ラウル・ガルシア・イラレス（Raul Garcia Hirales、1982年9月10日 - ）は、メキシコの男性プロボクサー。元IBF・WBO世界ミニマム級王者。
双子の兄弟ラモン・ガルシアもプロボクサーで、元WBO世界ライトフライ級王者。

## 来歴
2004年7月2日、バハ・カリフォルニア・スル州ラパスでデビュー戦を行い、初回KO勝ちを収めデビュー戦を勝利で飾った。
2004年12月18日、バハ・カリフォルニア・スル州ラパスでホセ・エスピノーザと対戦し、プロ初の判定勝ちとなるポイント判定勝ちを収め、デビュー戦からの連続KO勝ちは4でストップした。
2006年6月2日、バハ・カリフォルニア・スル州ラパスでメキシコミニマム級王者のサミー・グティエレスと対戦し、プロ初の引き分けで王座獲得に失敗した。
2007年3月16日、バハ・カリフォルニア・スル州ラパスでムンドヒスパノインターナショナルミニマム級王座を懸けヘスス・イリベと対戦し、8回TKO勝ちを収め王座獲得に成功した。
2007年6月15日、バハ・カリフォルニア・スル州ラパスでメキシコミニマム級王者のサミー・グティエレスと対戦し、12回2-1（116-115、115-114、112-117）の判定勝ちを収め1年ぶりの再戦を制し王座獲得に成功した。
2007年10月19日、バハ・カリフォルニア・スル州ラパスでオスカル・サトゥルニノと対戦し、12回3-0（118-113、2者が116-113）の判定勝ちを収めメキシコ王座の初防衛に成功した。
2008年2月29日、バハ・カリフォルニア・スル州ラパスでIBF世界ミニマム級挑戦者決定戦でロナルド・バレラ（コロンビア）と対戦し、3-0の判定勝ちを収め指名挑戦権を獲得した。
2008年6月14日、バハ・カリフォルニア・スル州ラパスでIBF世界ミニマム級王者フローレンテ・コンデス（フィリピン）に挑戦し、12回2-1の判定勝ちを収め王座獲得に成功した。
2008年9月13日、バハ・カリフォルニア・スル州ラパスでホセ・ルイス・バレラ（ベネズエラ）と対戦し、12回3-0（3者共に118-110）の判定勝ちを収め初防衛に成功した。
2008年12月13日、バハ・カリフォルニア・スル州ロレトでホセ・ルイス・バレラと再戦し、12回3-0（2者が120-107、119-108）の判定勝ちを収め2度目の防衛に成功した。
2009年4月11日、バハ・カリフォルニア・スル州ラパスでホセ・ルイス・バレラと対戦し、6回2分26秒TKO勝ちを収め3度目の防衛に成功した。
2009年8月22日、バハ・カリフォルニア・スル州ロス・カボスでサミー・グティエレス（メキシコ）と対戦し、12回2-0（116-112、117-115、114-114）の判定勝ちを収め4度目の防衛に成功した。
2010年3月26日、南アフリカ共和国東ケープ州イースト・ロンドンでヌコシナチ・ジョイ（南アフリカ）と対戦し、プロ初黒星となる12回0-3（110-118、2者が109-119）の判定負けを喫し5度目の防衛に失敗、王座から陥落した。
2010年9月4日、バハ・カリフォルニア・スル州シウダーコンスティトゥシオンでサムエル・ガルシアと対戦し、7回TKO勝ちを収め再起に成功した。
2010年10月30日、コロンビアカルタヘナのセントロ・デ・コンベンシオネスでルイス・デ・ラ・ロサとWBO世界ミニマム級暫定王座決定戦を行い、2回に1度ダウンを奪われたものの12回2-1（2者が114-113、112-115）の判定勝ちを収めIBFに続く王座獲得に成功した。
2011年3月、ドニー・ニエテスの王座返上に伴い空位となった正規王座に認定された。
2011年4月30日、メキシコシティのフォロ・ポランコでロンメル・アセンホ(フィリピン)と対戦し、3回2分52秒TKO勝ちを収め初防衛に成功した。
2011年8月27日、ハリスコ州・グアダラハラのアウディトリオ・ベニート・フアレスでモイセス・フェンテスと対戦し、7回にダウンを奪われるも9回にダウンを奪い返すダウンの応酬となり勝敗が混沌としたが、10回以降フェンテスの攻勢を許したのが響き、12回1-2（112-114、114-112、112-114）の判定負けを喫し2度目の防衛に失敗、王座から陥落した。
2011年12月2日、バハ・カリフォルニア・スル州ラパスでエリック・ラミレスと対戦し、6回TKO勝ちを収め再起に成功した。
2012年3月3日、バハ・カリフォルニア州ティフアナのアウディトリオ・ムニシパルでミッチェル・ランデロ(フィリピン)と対戦し、3回1分49秒TKO勝ちを収めた。
2012年12月22日、ミチョアカン州モレリアのアウディトリオ・デル・ビセンテナリオでサミー・グティエレスと対戦し、3回1分25秒TKO勝ちを収めた。
2013年3月30日、シナロア州グアサベにあるエスタディオ・フランシスコ・カランサ・リモンでペドロ・ゲバラとWBC世界ライトフライ級シルバー王座決定戦を行い、1-2（114-113、113-114、113-115）の判定負けを喫し王座獲得に失敗した。
2014年3月15日、バハ・カリフォルニア・スル州ロス・カボスでアルカディオ・サラサールと対戦し、初回KO勝ちを収め再起に成功した。
2014年10月18日、IBFは最新ランキングを発表し、ガルシアはIBF世界ライトフライ級10位にランクインした。
2014年12月13日、バハ・カリフォルニア・スル州ロス・カボスでアンドレス・ガルシアと対戦し、3-0の判定勝ちを収めた。
2014年12月15日、WBOは最新ランキングを発表し、ガルシアはWBO世界ライトフライ級3位にランクインした。
2016年5月28日、バコロドのUSLSコロシアムでWBO世界ライトフライ級王者ドニー・ニエテスと対戦しキャリア初のKO負けとなる5回終了時棄権によるTKO負けを喫し2階級制覇に失敗した。

## 獲得タイトル
- 第22代IBF世界ミニマム級王座（防衛4度）
- WBO世界ミニマム級暫定王座（防衛0度）
- 第11代WBO世界ミニマム級王座（防衛1度）